# براين موريس
براين موريس (بالإنجليزية: Bryn Morris) هو لاعب كرة قدم بريطاني، ولد في 25 أبريل 1996 في هارتلبول في المملكة المتحدة. لعب مع شروزبري تاون وكوفنتري سيتي ونادي بورتسموث ونادي بيرتن ألبيون ونادي ميدلزبره ونادي والسول وويكمب وندررز ونادي يورك سيتي.

## وصلات خارجية
- براين موريس على موقع قاعدة بيانات كرة القدم.إي يو (الإنجليزية)
- براين موريس على موقع Soccerbase.com (لاعب) (الإنجليزية)
- براين موريس على موقع Soccerway.com (الإنجليزية)